# Isabel Roberts
Isabel Roberts (mai 1871 – 27 décembre 1955) était une architecte américaine, figure de la Prairie School, membre de l'équipe d'architecte du Oak Park Studio de Frank Lloyd Wright. Elle s'est également associée avec Ida Annah Ryan au sein de la société Ryan and Roberts à Orlando en Floride.

## Biographie
Isabel D. Roberts est née à Mexico dans l'État du Missouri aux États-Unis. Elle étudie l'architecture durant trois années à New York. Elle travaille ensuite dans l'Illinois où elle participe au mouvement architectural dénommé The Chicago Group. Elle est dès lors considérée comme appartenant à l'école architectural de la Prairie School. 
La devise du groupe est « Les formes suivent la fonctionnalité ». Cela a pour effet de créer des lieux qui s'accordent à l'environnement proche. Les constructions sont ainsi ouvertes sur l'extérieur, comme dans une prolongation. Ce mouvement s'inspire un peu de l'architecture japonaise et du mouvement anglais Arts and Crafts.
Isabel Roberts et sa mère déménagent à St. Cloud en Floride. Cette dernière y décédera en 1920. En Floride, Isabel s'allie avec Ida Annah Ryan (en) au sein de la société Ryan and Roberts. Ida Annah Ryan était la première femme des États-Unis à recevoir un diplôme universitaire en architecture au Massachusetts Institute of Technology. Les deux architectes sont actives dans la région d'Orlando et au centre de la Floride. Parmi leurs réalisations se trouvent le Veterans Memorial Library, le  The Pennsylvania Hotel Building et le  Tourist Club House  de St. Cloud, l'Amherst Apartments, le The Fraser Residence et le  The Ryan/Roberts Home and Studio d'Orlando. Isabel Roberts  décède à Orlando le 27 décembre 1955 à l'âge de 84 ans.